# Wunderburg (Gmunden)
Die Wunderburg, auch Guglberg genannt, ist eine abgegangene Höhenburg auf 464 m ü. NN in der Gemeinde Gmunden im Bezirk Gmunden von Oberösterreich. Auf einem Stich von Matthaeus Merian von (1656) ist der Turm auf dem Gugelberg (Objekt Nr. 11) noch eingezeichnet; auch auf einem Stich von Georg Matthäus Vischer von 1674, der das Schloss Mühlwang darstellt, ist die Wunderburg gut zu erkennen.

## Geschichte
Die „Vest zu Gmunden“ wird bereits 1324 genannt. In der Folge ist immer von einem Turm die Rede, der von Pflegern verwaltet wird. Nachgewiesen sind hier Mathes der Schuler oder Chunrat der Steger (1377). Letzterer wird als Pfleger auf dem Gugelperg in mehreren Urkunden des Klosters Niedernburg in Passau genannt. Der Salzamtmann Steffan der Krafft löste 1391 „den Turm genant der Guglperg gelegen ze Gmunden“ von Chunrat Steger ein und wird von den Herzögen Wilhelm und Albrecht damit belehnt. Auch der Astronom und Mathematiker Johannes von Gmunden, vermutlich ein Mitglied der Familie Krafft, lebte auf der Wunderburg. 1448 übernahm Pernhart Prawn die Pflegschaft von den Erben des Krafft. 1482 hatte Siegmund Vorster die Burg inne; verheiratet war er mit der Witwe des Schachners von Ebenzweier, Margaretha († 1483).
Kaiser Maximilian I. hatte in der Wunderburg ein Waffenarsenal anlegen lassen. Das obere Drittel des Turmes wurde dabei 1619 abgebrochen und der Rest in eine kleine Festung umgestaltet. 1708 wurde die Burg nochmals verkleinert, da das Baumaterial zum Bau des Großkufenhandelsamts-Gebäudes verwendet wurde. 1747 war noch „altes Gemäuer“ am Guglberg zu sehen und 1825 noch einige Grundmauern.
Der Name Wunderburg stammt im Übrigen von „Wunnen“ = Blumenbusch, Wiesenhügel.

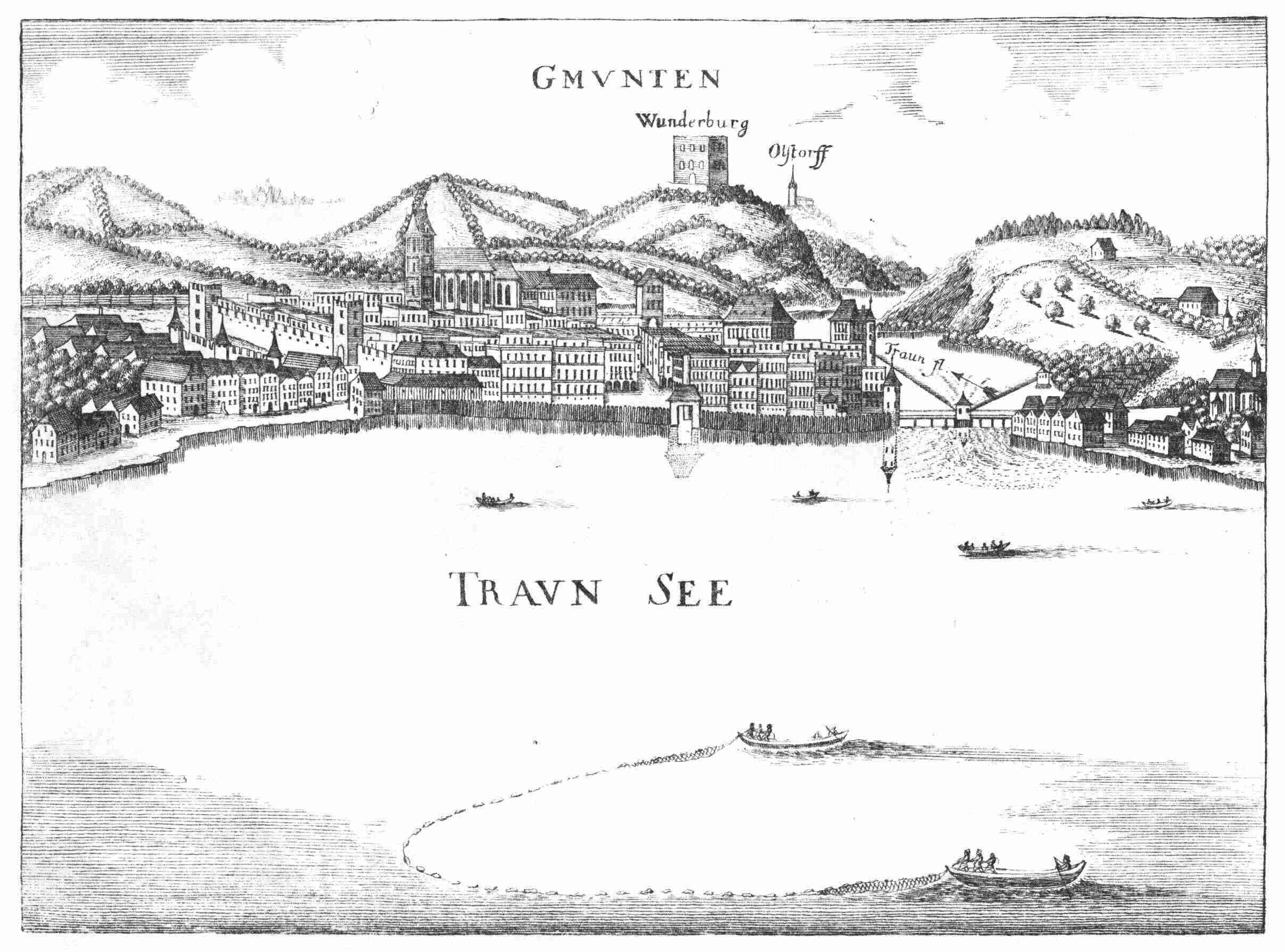
Ansicht von Gmunden mit der Wunderburg nach einem Stich von Georg Matthäus Vischer von 1674

## Wunderburg heute
Die Wunderburg stand auf dem Guglberg in unmittelbarer Nähe eines Gasthauses, das früher ein Jagdhaus von Kaiser Franz Josef I. war (Herakhstraße 3). Der Guglberg selbst diente bereits im 17. Jahrhundert als Schießstätte und als Belustigungsort für die Bevölkerung. 1861 wurde der Platz von der Stadtgemeinde Gmunden angekauft; 1873 ging er an den Brauereibesitzer Leopold Braun über. Von diesem kam das dort errichtete Haus 1904 an den deutschen Turnverein; das Gebäude wurde 1961 abgerissen, die Reste der ehemaligen Wunderburg 1962 beseitigt und ein neues Vereinsheim (Turnverein Gmunden 1861) errichtet.